# Гуманітарна Нова пошта
«Гуманітарна Нова пошта» (англ. Nova Poshta Humanitarian) — соціальний проєкт компанії Нова пошта, започаткований у 2014-му році для допомоги волонтерам, благодійним організаціям і фондам з доставкою гуманітарних вантажів.
Від 24 лютого 2022 року Нова пошта щомісяця перевозить близько 1500 т вантажів для захисників та цивільного населення України.

## Історія

### З початку Російсько-української війни
Від своєму Звіті зі сталого розвитку 2022 року компанія зазначає, що в рамках започаткованого ще у 2014 році внаслідок Російської-української війни проєкту «Гуманітарна пошта України» коштом «Нової пошти» було відправлено:
- 22 317 штук посилок загальною вагою 3 241 тонн — у 2014 році,
- 37 209 шт. (7 978 т) у 2015,
- 28 326 шт. (1 620 т) у 2016,
- 34 028 шт. (1 503 т) у 2017,
- 33 508 шт. (1 048 т) у 2018,
- 31 720 шт. (1 093 т) у 2019,
- 38 527 шт. (1 720 т) у 2020,
- 38 724 шт. (1 264 т) у 2021,
- 261 490 шт. (14 534 т) у 2022.[2]

### У період пандемії
За час пандемії коронавірусної хвороби 2019 «Нова пошта» вклала 58 млн грн на закупівлю кисневого та іншого медичного обладнання для допомоги 51 лікарні у 19 областях України, а також благодійним фондам Києва, Одеси та Львова.

## Допомога населенню під час повномасштабного вторгнення
З початком повномасштабного вторгнення Росії в Україну у всіх відділеннях Нової пошти були відкриті гуманітарні куточки для безплатної відправки військовим та постраждалим. Будь-яка людина з України могла безплатно відправити продукти тривалого зберігання, медикаменти, засоби особистої гігієни та інші необхідні в умовах воєнного стану речі захисникам України та людям, які опинилися у складному становищі.
Після підриву Каховської ГЕС у червні 2023 року працівники компанії приймали по всій країні, сортували та доставляли допомогу херсонцям. За чотири дні відділеннями “Нової пошти” було відправлено 50 тис. посилок 1500 тонн.

## Співпраця з державою, бізнесом та військовими
Серед реалізованих ініціатив, проєкти з державою, зокрема з Харківською обласною військовою адміністрацією, Київською обласною військовою адміністрацією, Міністерством з питань реінтеграції тимчасово окупованих територій та інші. 
Разом із проєктом «Дія.Бізнес» компанія допомагає евакуації малого та середнього бізнесу із загрожених регіонів. У 2022 році цією можливістю скористалися 26 підприємств, які отримали на релокацію бізнесу 174
000 грн.
Від 2022 року компанія співпрацює з Державною службою України з надзвичайних ситуацій, надаючи логістичну підтримку та забезпечуючи рятувальні бригади необхідними матеріалами. ДСНС України готує списки необхідних товарів, від електронних приладів – до автомобілів, а компанія займається їхнім пошуком, придбанням та доставленням. Із ДСНС ведеться також спільна розробка українського робота-сапера для розмінування водойм та суші. У ДСНС визначили основні вимоги до такого робота, а Нова пошта очолила процес: взяла на себе відповідальність за фінансовий і технічний напрями, а також за пошук та залучення партнерів.

## Робота з благодійними фондами та організаціями
Співпраця Гуманітарної Нової пошти з благодійними фондами та волонтерськими організаціями відбувається в межах постійного партнерства, а також разової допомоги. Серед проєктів, реалізованих Гуманітарною Новою поштою від початку повномасштабного вторгнення, доставлення гуманітарної допомоги на деокуповані території з Благодійним фондом «ОНУКИ», «Запакуй небо — прокачай ППО» з Благодійним фондом «Повернись живим», доставка хліба з інклюзивною пекарнею Good bread from good people, доставка харчових наборів з Фундацією Дім Рональда МакДональда, проєкти з Save Pets of Ukraine, Happy Paw, United for Animals, ArtArmor та інші.